# Metrioptera
Metrioptera là một chi côn trùng thuộc họ Tettigoniidae. Chi này có các loài sau:
- Metrioptera domogledi
- Roesel's bush-cricket

## Hình ảnh

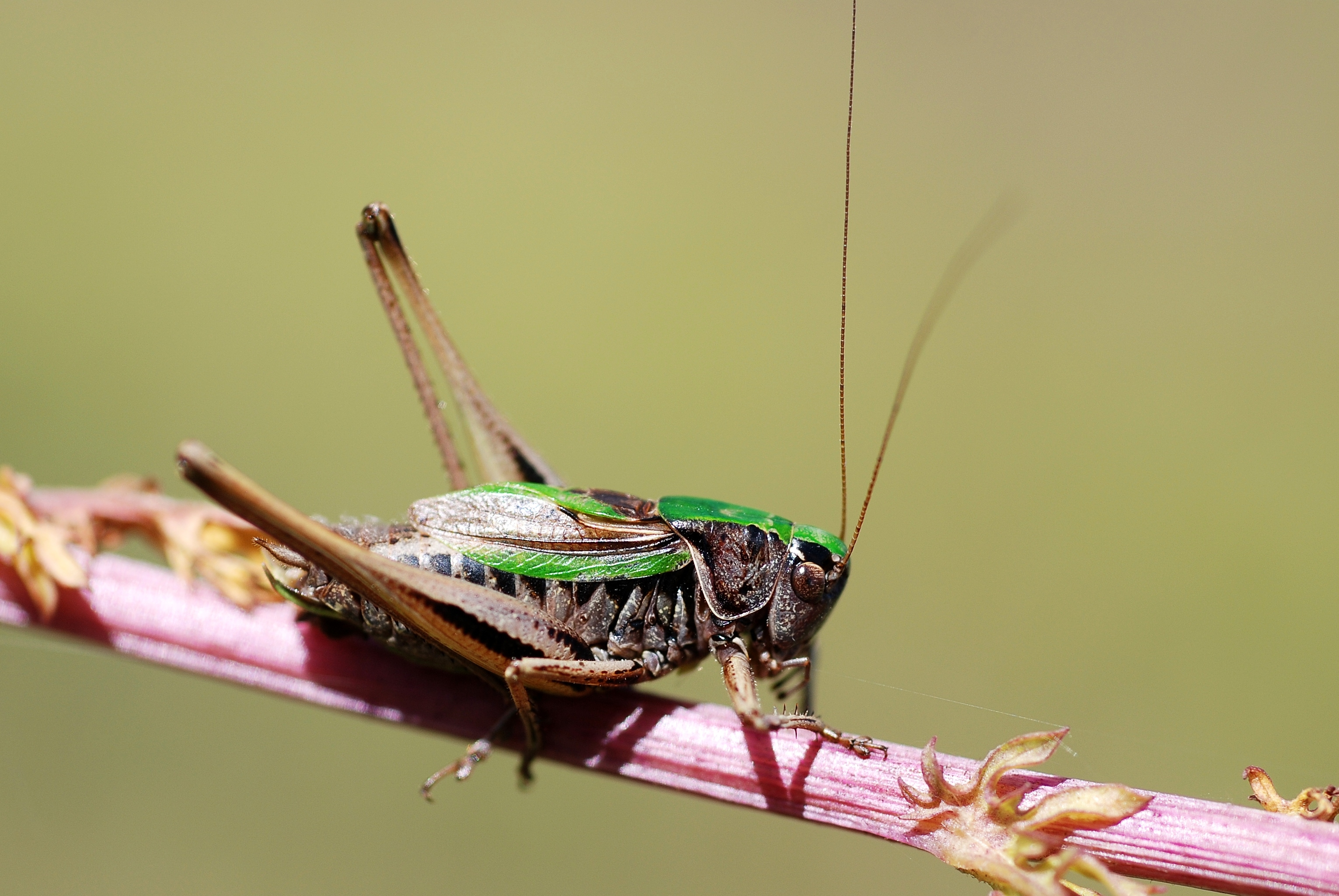
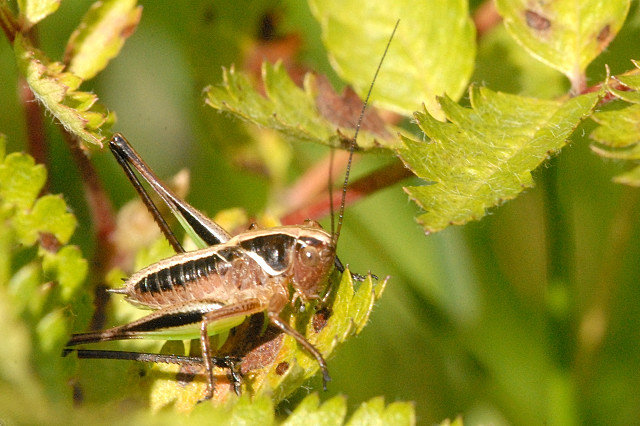
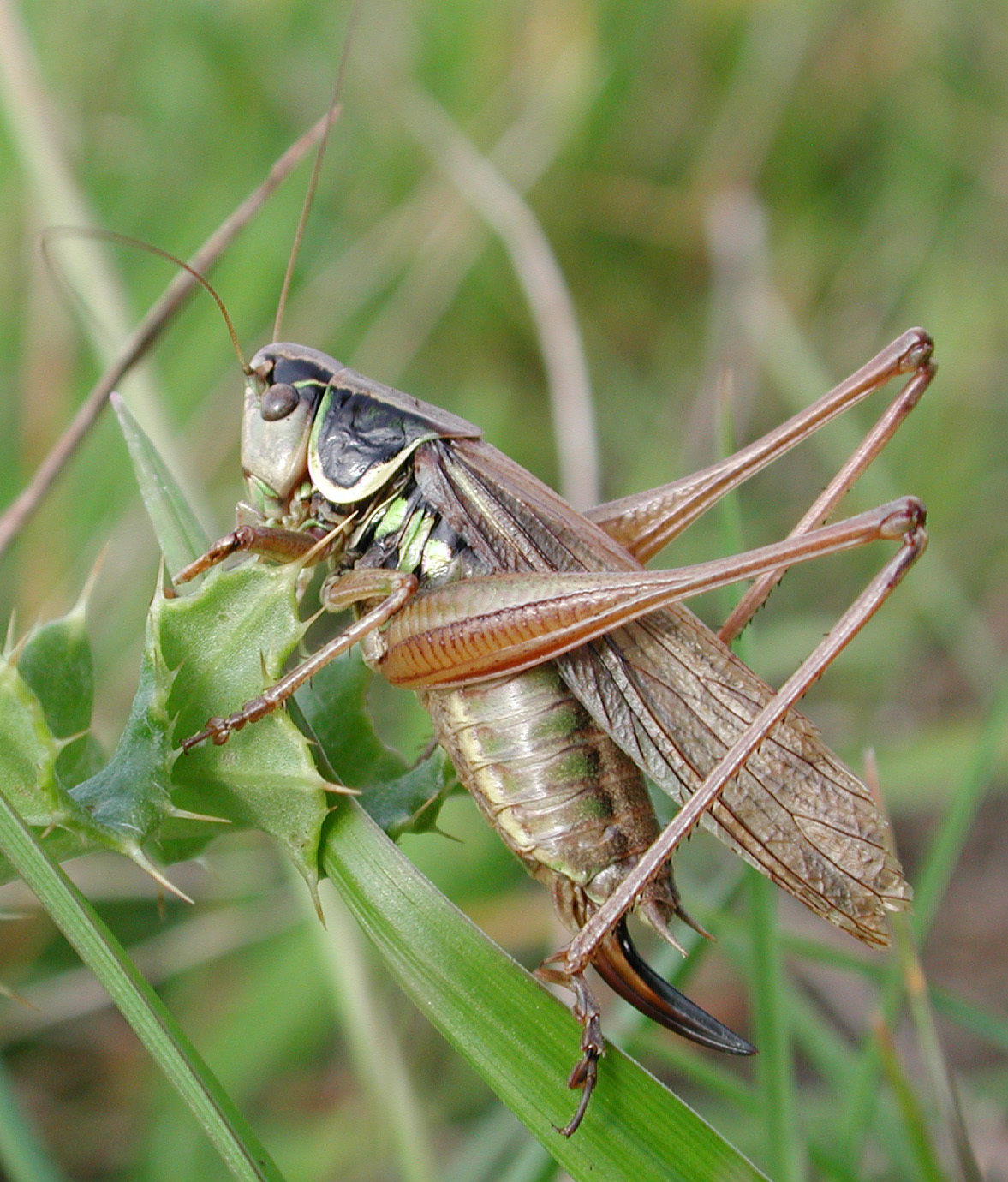
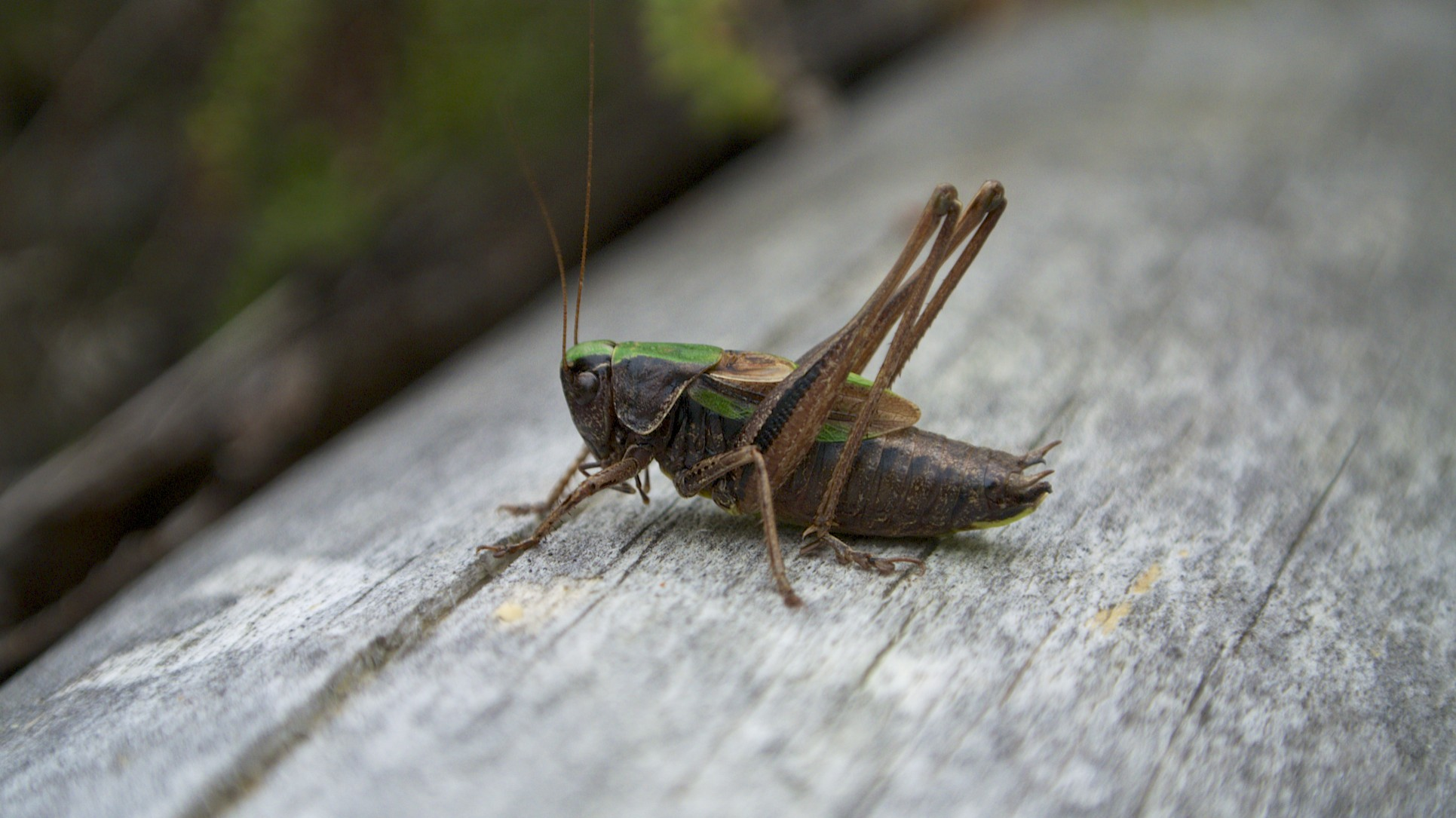